# Thioketon

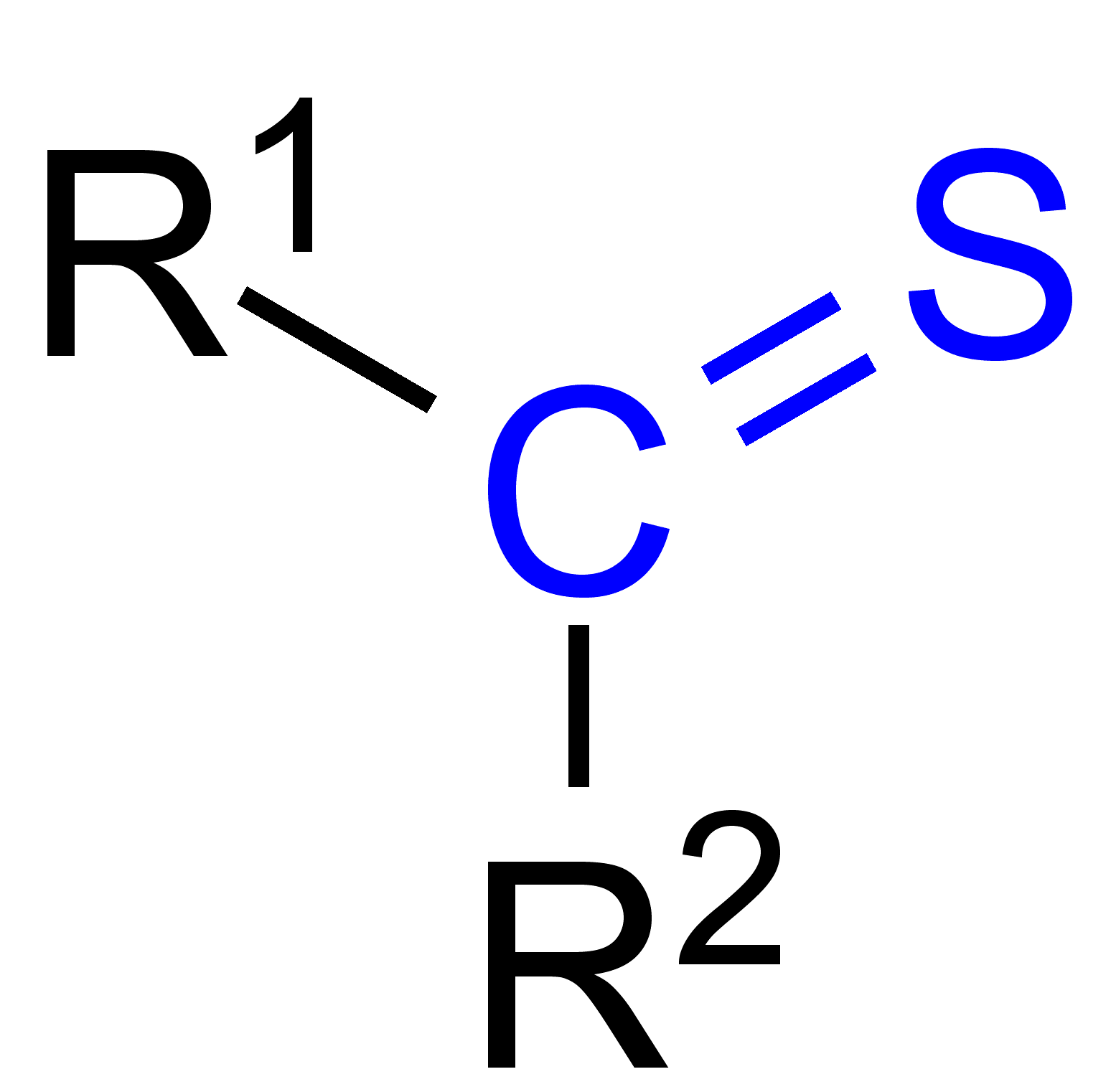
Structuurformule van een thioketon.

Een thioketon is in de organozwavelchemie een functionele groep of stofklasse die gekenmerkt wordt door de dubbele binding tussen een zwavelatoom en koolstofatoom.